# 牛塚虎太郎
牛塚 虎太郎（うしづか とらたろう、1879年（明治12年）4月28日 - 1966年（昭和41年）11月1日）は、東京市長および衆議院議員を歴任した官僚、政治家。

## 略歴
- 1879年（明治12年）4月 - 富山県射水郡水戸田村藤巻で牛塚太平の長男として生まれる。
- 高岡育英小学校、旧制富山中学（現・富山県立富山高等学校）、旧制第四高等学校（現・金沢大学）を卒業[1]。
- 1905年（明治38年） - 東京帝国大学法科大学政治科を卒業する。
逓信省書記官兼商船学校教授、地方海員審判所審判官、内閣統計局長を歴任。
- 1916年（大正5年） - 臨時国勢調査局次長となり、第1回国勢調査に尽力した。
途中、行政裁判所評定官を兼務。
- 1919年（大正8年） - 1920年（大正9年）5月14日 - 内閣統計局長を務める。
- 1920年（大正9年）5月15日 - 1922年（大正11年） - 国勢院第一部長を務める。
- 1922年（大正11年）10月16日 - 1924年（大正13年）7月23日 - 岩手県知事を務める。
県名を「巌手」から「岩手」へ変更した。
- 1924年（大正13年）7月23日 - 1926年（大正15年）12月18日 - 群馬県知事を務める。
前橋と高崎で争っていた県都を前橋に定めた。
- 1926年（大正15年）12月18日 - 1929年（昭和4年）10月9日 - 宮城県知事を務める。
- 1929年（昭和4年）宮城県仏教会の設立に尽力ー宮城県に仏教系の女子高設立に尽力（聖和学園高等学校（旧 吉田女学校））。
- 1929年（昭和4年）10月9日 - 1931年（昭和6年）12月18日 - 東京府知事を務める。
- 1931年（昭和6年）12月18日 - 東京府知事を依願免本官となる[2]。
- 1933年（昭和8年）5月10日 - 1937年（昭和12年）5月9日 - 東京市長に互選される。
市長選に絡み、朋友の五島慶太に賄賂の嫌疑がかかった。
市長としては、山口貯水池の完成、小河内貯水池の建設計画決定、し尿処理の市営断行、ガス報償契約改訂問題、東京都中央卸売市場単複問題の解決、千歳村および砧村の合併を手がけた。東京市長唯一の任期満了者となった。
- 1942年（昭和17年）4月30日 - 第21回衆議院議員総選挙にて東京1区で当選。
- 1945年（昭和20年）12月18日 - 衆議院議員を辞する。のち公職追放を受ける[3]。
- 1965年（昭和40年）6月26日 - 大門町名誉町民となる（後に射水市名誉市民）[4]。
晩年は、生家に戻った。

## エピソード
- ドライブやテニスを趣味とするなど、「新しもの好き」の側面があった[1]。
- 岩手県知事として赴任した際には、各戸に日本国旗が立てられ就任を祝福され、驚いた。岩手では、広大な県域を馬で回って情勢を掌握した[1]。
- 全国知事会などで知事を代表して大臣に答辞を述べる際に「僭越ながら」と前文句を言っていたことから、東京府知事時代には全国最古参の知事として「僭越係」というあだ名を付けられた[1]。
- 1940年の夏季オリンピックの東京開催の協力をイタリアのベニート・ムッソリーニ首相に要請し、ローマが候補地から辞退するという約束を取り付けた際には、「オリンピック東京開催に対し、閣下が絶大の御厚意を示されたことは東京市民及び全日本国民の衷心感謝に堪えない」という内容の謝電をムッソリーニに宛てた[1]。

## 栄典・受章・受賞
- 1912年（大正元年）8月1日 - 韓国併合記念章[5]
- 1916年（大正5年）1月19日 - 勲四等旭日小綬章[6]
- 1921年（大正10年）7月1日 - 第一回国勢調査記念章[7]
- 1930年（昭和5年）12月5日 - 帝都復興記念章[8]
- 1932年（昭和7年）1月15日 - 勲一等瑞宝章[9]
- 1940年（昭和15年）8月15日 - 紀元二千六百年祝典記念章[10]

## 著書
- 牛塚虎太郎『大礼要義』、博文館、1914年1月
- 牛塚虎太郎『立儲要義』、博文館、1916年9月

## 関連作品
- NHK大河ドラマ『いだてん〜東京オリムピック噺〜』（2019年） - 演：きたろう